# Santo Tomás, San Francisco Chapulapa
Santo Tomás är en ort i Mexiko.   Den ligger i kommunen San Francisco Chapulapa och delstaten Oaxaca, i den sydöstra delen av landet, 300 km sydost om huvudstaden Mexico City. Santo Tomás ligger 1 283 meter över havet och antalet invånare är 157.
Terrängen runt Santo Tomás är bergig söderut, men norrut är den kuperad. Runt Santo Tomás är det glesbefolkat, med 17 invånare per kvadratkilometer. Närmaste större samhälle är San Bartolomé Ayautla, 16,5 km norr om Santo Tomás. I omgivningarna runt Santo Tomás växer i huvudsak städsegrön lövskog.